# Grand'Anse (departement)
Grand'Anse (Haïtiaans-Creools: Grandans) is een van de 10 departementen van Haïti. Van dit departement is in 2003 het departement Nippes afgesplitst. Het heeft 468.000 inwoners op een oppervlakte van 1900 km². De hoofdstad van het departement is Jérémie. 
Het huidige departement wordt begrensd door de departementen Nippes en Sud, en door de Golf van Gonâve. Bij het departement hoort de eilandengroep Les Cayemites.

## Grondgebied
Het grondgebied dat nu door het departement Grand'Anse wordt ingenomen, behoorde onder de Taíno's tot het cacicazgo Xaragua.

## Indeling
Het departement zoals het bestaat na de splitsing, is opgedeeld in 3 arrondissementen:
1. Anse-d'Hainault
2. Corail
3. Jérémie

## Sociaal-economisch[2]
Noot: deze cijfers zijn van 2002. De cijfers van het huidige departement Nippes zijn hier dus bij inbegrepen.

### Algemeen
De jaarlijkse bevolkingsgroei is 2,7% (urbaan), 0,9% (ruraal), totaal: 1,0%.

### Onderwijs
In 19% van de gemeenten van het departement is de toegang tot basisonderwijs precair. Het analfabetisme in het departement bedraagt 57% voor mannen, 70% voor vrouwen, totaal: 63%.
Voor het primair onderwijs is de bruto scholingsgraad 116%, de netto scholingsgraad 55%. Deze cijfers wijzen op een grote repetitie van schooljaren. Voor het middelbare onderwijs is de bruto scholingsgraad 24% en de netto scholingsgraad 12%.
Van de inwoners van het departement heeft 52% geen enkele scholing afgemaakt, 38% het basisonderwijs, 8% het middelbaar onderwijs en 0% het hoger onderwijs.

### Gezondheid
In 70% van de gemeenten van het departement is de toegang tot basisgezondheidszorg precair. De kindersterfte bedraagt 67,2 op de 1000. In het departement lijdt 26% van de bevolking aan ondervoeding, en 10% aan ernstige ondervoeding.
In 92% van de gemeenten is de toegang tot drinkwater precair. De belangrijkste manieren om aan drinkwater te komen zijn via natuurlijke bronnen of rivieren, een publieke waterbron of via de opvang van regenwater.
In 63% van de gemeenten is de toegang tot riolering precair.